# Alfredo, Príncipe-Hereditário de Saxe-Coburgo-Gota
Alfredo, Príncipe Herdeiro de Saxe-Coburgo-Gota (nascido: Alfred Alexander William Ernest Albert; 15 de outubro de 1874 – 6 de fevereiro de 1899) o filho mais velho e único varão do duque Alfredo e Maria Alexandrovna da Rússia, nasceu como um membro da família real britânica, e como um príncipe do Reino Unido. O príncipe Alfredo de Edimburgo nasceu em 15 de outubro de 1874 no Palácio de Buckingham, Londres. Faleceu em 6 de fevereiro de 1899 com idade compreendida entre os 24 anos em Sanitorium Martinnsbrunn, Meran, Áustria, não sucedeu ao seu pai no trono ducal de Saxe-Coburgo-Gota.

## Primeiros anos
O príncipe Alfredo de Edimburgo nasceu a 15 de outubro de 1874 no Palácio de Buckingham em Londres.
O seu pai era o príncipe Alfredo, duque de Edimburgo e o segundo filho varão da rainha Vitória e do príncipe Alberto. A sua mãe era a grã-duquesa Maria Alexandrovna da Rússia, filha do czar Alexandre II da Rússia e da princesa Maria de Hesse-Darmstadt. Foi baptizado na Lower Bow Room do Palácio de Buckingham a 27 de novembro de 1874 por Arquibaldo Tait, o Arcebispo da Cantuária e os seus padrinhos foram a rainha Vitória, o czar Alexandre II da Rússia (representado na cerimónia pelo seu filho, o czarevich Alexandre), o imperador Guilherme I da Alemanha (representado pelo tio paterno de Alfredo, o duque de Connaught e Strathearn), a princesa Vitória (a tia paterna de Alfredo, representada na cerimónia pela sua irmã a princesa Cristiano de Schleswig-Holstein), o duque de Saxe-Coburgo-Gota (o seu tio-avô, representado pelo príncipe Cristiano de Schleswig-Holstein) e o príncipe de Gales (o seu tio paterno).

## Saxe-Coburgo-Gota
Em 1893, o tio-avô de Alfredo, Ernesto II, duque de Saxe-Coburgo-Gota, irmão do seu avô paterno, morreu sem deixar herdeiros. O príncipe de Gales já tinha renunciado à sucessão do trono do ducado de Saxe-Coburgo-Gota visto que a lei dizia que um herdeiro presumido de outro trono não possuía esse direito. Assim, o pai de Alfredo, que era duque de Edimburgo na altura foi o sucessor o que fez com que Alfredo recebesse o título de sua alteza real, o príncipe herdeiro de Saxe-Coburgo-Gota.
O príncipe Alfredo viveu durante os primeiros anos da sua vida na Clarence House com os seus pais e irmãs. Quando o seu pai ascendeu ao trono do ducado de Saxe-Coburgo-Gota, a família mudou-se para Schloss Rosenau perto de Coburgo.

## Noivado falhado
A 28 de janeiro de 1895, uma circular da corte publicou o seguinte: "Fomos informados de que foi arranjado um casamento entre sua alteza real, o príncipe Alfredo de Saxe-Coburgo-Gota, o único filho varão de suas altezas reais, os duques de Saxe-Coburgo-Gota e neto de sua majestade e de sua alteza real e a duquesa Elsa Matilda Maria, a filha gémea mais velha do falecido duque William Eugene de Vurtemberga através do seu casamento com a grã-duquesa Vera da Rússia. O casamento nunca aconteceu.

## Ascendência
| Alfredo de Saxe-Coburgo-Gota | Pai: Alfredo, Duque de Saxe-Coburgo-Gota | Avô paterno: Alberto de Saxe-Coburgo-Gota | Bisavô paterno: Ernesto I, Duque de Saxe-Coburgo-Gota |
| Alfredo de Saxe-Coburgo-Gota | Pai: Alfredo, Duque de Saxe-Coburgo-Gota | Avô paterno: Alberto de Saxe-Coburgo-Gota | Bisavó paterna: Luísa de Saxe-Gota-Altemburgo         |
| Alfredo de Saxe-Coburgo-Gota | Pai: Alfredo, Duque de Saxe-Coburgo-Gota | Avó paterna: Vitória do Reino Unido       | Bisavô paterno: Eduardo, Duque de Kent e Strathearn   |
| Alfredo de Saxe-Coburgo-Gota | Pai: Alfredo, Duque de Saxe-Coburgo-Gota | Avó paterna: Vitória do Reino Unido       | Bisavó paterna: Vitória de Saxe-Coburgo-Saalfeld      |
| Alfredo de Saxe-Coburgo-Gota | Mãe: Maria Alexandrovna da Rússia        | Avô materno: Alexandre II da Rússia       | Bisavô materno: Nicolau I da Rússia                   |
| Alfredo de Saxe-Coburgo-Gota | Mãe: Maria Alexandrovna da Rússia        | Avô materno: Alexandre II da Rússia       | Bisavó materna: Carlota da Prússia                    |
| Alfredo de Saxe-Coburgo-Gota | Mãe: Maria Alexandrovna da Rússia        | Avó materna: Maria de Hesse e Reno        | Bisavô materno: Luís II, Grão-Duque de Hesse e Reno   |
| Alfredo de Saxe-Coburgo-Gota | Mãe: Maria Alexandrovna da Rússia        | Avó materna: Maria de Hesse e Reno        | Bisavó materna: Guilhermina de Baden                  |